# تخلیه دانکرک
تخلیه دانکرک، با اسم رمز عملیات دینامو، عملیاتی از نوع تخلیه نیروهای متفقین از سواحل و بندر دانکرک فرانسه، در بازه زمانی ۲۶ می‌تا ۴ ژوئن ۱۹۴۰ در جریان جنگ جهانی دوم بوده‌است. این عملیات زمانی طرح‌ریزی شد که ارتباط تعداد زیادی از نیروهای بلژیکی، بریتانیایی و فرانسوی توسط نیروهای آلمان قطع شد و تحت محاصره قرار گرفتند. وینستون چرچیل نخست‌وزیر بریتانیا در سخنرانی مجلس عوام این حادثه را «یک فاجعه نظامی عظیم» ذکر کرد و گفت «کل ریشه و هسته و مغز ارتش بریتانیا» در دانکرک به دام افتاده‌اند و به نظر یا پاکسازی یا اسیر خواهند شد. در ۴ ژوئن و پایان عملیات موفقیت‌آمیز تخلیه نیروها، چرچیل در سخنرانی مشهور خود یعنی ما باید در سواحل بجنگیم او نجات‌یافتگان را مورد استقبال قرار داد و از آن‌ها به عنوان «معجزه رستگاری» نام برد.
پس از تهاجم آلمان به لهستان در سپتامبر ۱۹۳۹ که به عنوان عامل آغازگر جنگ جهانی دوم شناخته می‌شود، نیروهای اعزامی بریتانیا برای دفاع از فرانسه فرستاده شدند. آلمان در ۱۰ می ۱۹۴۰ به بلژیک و هلند حمله کرد که در جریان آن، سه سپاه زرهی ورماخت در آردن به فرانسوی‌ها حمله و آن‌ها را به سمت کانال مانش راندند. در ۲۱ می، نیروهای آلمانی موفق شدند نیروهای اعزامی بریتانیا، باقی‌ماندگان نیروهای بلژیکی و سه ارتش فرانسوی را در امتداد سواحل شمالی فرانسه به دام بیندازند. فرمانده نیروهای بریتانیایی ژنرال ورکر با برآورد شرایط تخلیه کامل نیروها در سراسر خط ساحل به سمت کانال را بهترین گزینه اعلام کرد. برای این منظور، تخلیه نیروهای پراکنده متفقین در این امتداد به سمت دانکرک شروع شد، بندری که نزدیک‌ترین محل به نیروها و از نظر امکانات شرایط مناسبی داشت. در ۲۲ می ۱۹۴۰، فرمان توقفی با تأیید آدولف هیتلر از جانب ستاد کل نیروهای آلمان به نیروهای مستقر صادر شد. این فرمان فرصتی برای متفقین به دام افتاده فراهم کرد تا مواضع دفاعی خود را تقویت و تعداد زیادی از نیروهای خود را به دانکرک بفرستند تا در نبرد دانکرک شرکت کنند. از ۲۸ تا ۳۱ می ۱۹۴۰ در جریان محاصره لیل، ۴۰ هزار نیروی بازمانده فرانسوی از لشکر اول این کشور با ۷ لشکر آلمانی که شامل ۳ لشکر زرهی می‌شد به منظور ایجاد تأخیر مبارزه کردند.
در روز اول تخلیه، تنها ۷٬۶۶۹ نیرو نجات پیدا کردند ولی تا پایان عملیات در روز هشتم متفقین موفق شدند ۳۳۸٬۲۲۶ سرباز را با کمک ناوگان‌های پراکنده و بیش از ۸۰۰ قایق (از جمله قایق‌های ماهیگیری) نجات دهند. بسیاری از سربازان با کمک ۳۹ ناوشکن و چند کشتی بزرگ دیگر نجات پیدا کردند ولی بسیاری دیگر مجبور به جدا شدن از خط ساحل و شناور ماندن در آب برای ساعت‌ها شدند. در برخی سواحل کشتی‌های بزرگ‌تر برای نجات می‌رسیدند و در برخی دیگر کشتی‌ها و قایق‌های تجاری، ماهیگیری و تفریحی سر می‌رسیدند. باقی‌ماندگان نیروهای اعزامی بریتانیا که پیش از این ۶۸ هزار سرباز تلفات داده بودند مجبور به ترک تقریباً تمام تانک‌ها، ادوات و وسایل نقلیه خود شدند تا خودشان را به سواحل نزدیک دانکرک برسانند. چرچیل در سخنرانی خود گفت «ما باید شدیداً مراقب باشیم که این معجزه را یک پیروزی نپنداریم. جنگ‌ها با تخلیه پیروز نمی‌شوند.»